# Cantonul Montluel
Cantonul Montluel este un canton din arondismentul Bourg-en-Bresse, departamentul Ain, regiunea Rhône-Alpes, Franța.

## Comune
| Comune       | Populație (1999) | Cod poștal | Cod INSEE |
| ------------ | ---------------- | ---------- | --------- |
| Balan        | 1 534            | 01360      | 01027     |
| Béligneux    | 2 594            | 01360      | 01032     |
| La Boisse    | 2 709            | 01120      | 01049     |
| Bressolles   | 590              | 01360      | 01062     |
| Dagneux      | 3 757            | 01120      | 01142     |
| Montluel     | 6 454            | 01120      | 01262     |
| Niévroz      | 1 360            | 01120      | 01276     |
| Pizay        | 637              | 01120      | 01297     |
| Sainte-Croix | 468              | 01120      | 01342     |